# Into the Blue
Into the Blue är en amerikansk film från 2005 i regi av John Stockwell, med Paul Walker och Jessica Alba i huvudrollerna.
Filmen distribuerades i Nordamerika av Metro-Goldwyn-Mayer och Columbia Pictures, och distribuerades utomlands av 20th Century Fox. Into the Blue är något baserad på 1977 års film The Deep som bygger på Peter Benchleys roman med samma namn. Uppföljaren Into The Blue 2 kom ut 2009.

## Rollista
| Paul Walker    | – Jared  |
| Jessica Alba   | – Sam    |
| Scott Caan     | – Bryce  |
| Ashley Scott   | – Amanda |
| Josh Brolin    | – Bates  |
| James Frain    | – Reyes  |
| Tyson Beckford | – Primo  |

## Soundtrack
- "Good Old Days" - Ziggy Marley
- "I Will" - Holly Palmer
- "I'll Be" - O S Xperience
- "Time of Our Lives" - Paul van Dyk feat. Vega 4
- "Think It Matters" - Paul Haslinger & Dan di Prima
- "Clav Dub" - Rhombus
- "No Trouble" - Shawn Barry
- "Whoa Now" - Louque
- "VIP" - D Bo
- "J.O.D.D." - Trick Daddy feat. Khia & Tampa Tony
- "Papi" - The Jackson 2
- "It's Alright" - Guerilla Black
- "Of Course Nigga You Can" - Billy Steel
- "Perique" - Louque
- "Wonderful World, Beautiful People" - Jimmy Cliff
- "Remember" - Abdel Wright